# 미시 프랭클린
멀리사 저넷 프랭클린(영어: Melissa Jeanette Franklin, 1995년 5월 10일 ~ )는 미국의 수영 선수이다. 캘리포니아 대학교 버클리 재학생인 그녀는 올림픽 4관왕이자 배영 100m(쇼트 코스)와 200m(쇼트 코스/롱 코스) 세계 최고 기록 보유자이다. 미국 국가 대표 팀으로서 그녀는 400m 혼계영에서 기록을 보유하고 있다.
17세의 나이로 2012년 런던 올림픽에 올림픽 데뷔를 한 프랭클린은 4개의 금메달을 포함하여 5개의 메달을 획득하였다. 100m와 200m 배영에서 양종목을 우승하면서 여자 배영 종목을 휩쓸었다. 프랭클린의 성공은 그녀가 스위밍 월드 잡지에 의하여 올해의 세계 수영 선수와 올해의 미국 수영 선수로 선정은 물론, 2011년과 2012년 FINA 올해의 수영 선수 상을 수상하였다. 총계로 봐서 그녀는 국제 대회에서 27개의 메달을 획득하였다 - 런던 올림픽, FINA 세계 선수권과 쇼트 코스 세계 선수권에서 16개의 금메달, 6개의 은메달과 5개의 동메달.

## 생애
캘리포니아주 패서디나에서 태어났다. 그녀의 부모는 캐나다인이며 프랭클린은 캐나다와 미국의 이중 국적을 가지고 있다. 콜로라도주 센테니얼에 살며 거기서 모친의 권유로 5세의 나이에 수영을 시작하였다. 고등학교 10학년 때부터 버클리(UC Berkeley), 스탠퍼드, 텍사스, 조지아 대학으로부터 스카우트 제의를 받았는데 최종적으로 버클리를 선택했다.
신장 6 피트, 1 인치(185cm)로 7세 때 이래 콜로라도 스타즈 클럽 팀의 토드 슈미츠에 의하여 코치를 받았다. 그녀의 별명은 "미사일"로 알려졌다.

## 수영 경력

### 초기 경력
13세의 나이로 2008년 미국 올림픽 팀 선발 시합에 나갔으나 올림픽에 나가는 데 선출되지 않았다. 그녀의 최고 결과는 100m 자유형에서 37위였다.

### 2010년
2010년 국립 선수권 대회에서 프랭클린은 6개의 개인 종목에 나갔으며, 100m와 200m 배영에서 2위를 하면서 그해의 팬패시픽 수영 선수권 대회에 나가는 데 합격하였다. 팬패시픽 대회에서 프랭클린은 100m 배영에서 4위를 하고 50m와 200m 배영 종목 결승전 A에 출전하지 못하였다. 두바이에서 열린 FINA 쇼트 코스 세계 선수권에서 자신 경력의 첫 국제적 메달을 획득하였다. 200m 배영에서 프랑스의 알렉시안 카스텔에 밀려 2위를 하였고, 400m 혼계영에서는 예선들에서 자신의 공헌에 의하여 은메달을 획득하기도 하였다. 2010년에 자신의 상연에 의하여 제7회 골든 고글 시상식에서 올해의 발진 상연자 상을 수상하였다.

### 2011년

#### 2011년 세계 선수권 대회
2011년 상하이에서 열린 세계 수상 선수권 대회에 자신의 첫 롱코스 대회에서 프랭클린은 총 5개의 메달 - 3개의 금메달, 1개의 은메달과 1개의 동메달을 획득하였다. 첫 종목 400m 자유형 계주에서 내털리 코글린, 제시카 하디, 다나 볼머와 함께 3분 34.47초로 2위를 하였다. 50m 배영에서 러시아의 아나스타시아 주예바와 일본의 데라카와 아야에 밀려 자신의 첫 개인적 메달인 동메달을 획득하였다. 그 결승전의 조금 후에 그녀는 대그니 넛슨, 케이티 호프, 앨리슨 슈미트와 함께 800m 자유형 계주에 나갔으며, 7분 46.14초와 함께 오스트레일리아와 중화인민공화국을 앞서 금메달을 획득하였다. 프랭클린의 선두적 시간 1분 55.06초는 이탈리아의 페데리카 펠레그리니의 개인적 200m 배영 결승전의 우승 시간 1분 55.58초바다 빨랐다. 200m 배영 준결승전에서 국내 기록 2분 05.90초를 세운 후에 프랭클린은 2분 05.10초와 함께 자신의 국내 기록을 깨고 금메달을 획득하였다. 이것은 프랭클린의 첫 개인적 세계 타이틀이었고, 결승전에서 그녀의 시간은 3번째로 빠른 노력이었다. 200m 배영 결승전이 끝난 후에 코글린, 볼머, 리베카 소니와 함께 400m 혼계영에 나가 3분 52.36초를 세워 금메달을 획득하였다. 이 선수권 대회에서의 상연으로 제8회 골든 고글 시상식에서 올해의 여성 선수, 올해의 여성 경주(200m 배영)와 올해의 계영 상연 상(400m 혼계영)을 수상하였다. 또한 FINA 수상 스포츠 월드 잡지에 의하여 2011년의 최고 여성 수영 선수로 선정되었다.

#### 2011년 국립 선수권 대회
세계 수상 선수권 대회가 끝난 후 3일 뒤에 프랭클린은 8월 2일에 시작된 국립 선수권 대회에 나간다. 이 선수권 대회에서 그녀는 4개의 개인 종목과 400m, 800m 자유형 계주에 출전하였다. 100m 배영과 자유형에서 자신의 경력 중 첫 국내 타이틀을 우승하였다. 200m 개인 혼영 4위와 50m 자유형 12위를 하기도 하였다.

#### 첫 세계 기록들
10월에 열린 FINA 수영 월드컵에서 프랭클린은 200m 배영(쇼트 코스)에서 2분 00.03초와 함께 첫 세계 기록을 세웠으며, 사카이 시호가 보유한 전 기록 2분 00.18초를 능가하였다. 프랭클린의 두 번째 세계 기록은 400m 혼계영에서 코글린, 소니, 볼머와 함께 3분 45.56초를 세워 이전의 기록 3분 47.97초를 능가하면서 이전의 미국 소유 세계 기록을 깼다.

### 2012년 하계 올림픽

#### 선발 시합
2012년 미국 올림픽 선발 시합에서 프랭클린은 2012년 런던 올림픽에서 4개의 개인 종목에 나가는 데 선출되었다. 첫 종목 100m 배영에서 58.85초를 세워 내털리 코글린의 미국 58.94초를 깨면서 우승하였다. 두 번째 종목 200m 자유형에서 1분 56.79초와 함께 2초 늦게 앨리슨 슈미트에 밀려 2위를 하였다. 100m 자유형에서는 제시카 하디에 밀려 54.15초와 2위를 하였다. 200m 배영에서는 2분 06.12초와 우승을 하였다.

#### 올림픽
런던 올림픽 수영 시합의 첫날에 프랭클린은 하디, 리아 닐, 슈미트와 함께 400m 자유형 계주에서 오스트레일리아와 네덜란드 팀에 밀려 3위를 하였다. 선두로 헤엄치면서 그녀는 자신의 최고 기록 53.52초를 세우고 미국 팀은 국내 기록 3분 34.24초를 세워 완료하였다. 그녀의 첫 개인 시합에서는 100m 배영에서 프랭클린은 자신의 개인 국내 기록을 깨고 58.33초와 함께 금메달을 획득하였다. 200m 결승전에 나갈 수 있던 그 종목의 준결승전에 나간 후, 그녀의 배영 우승은 15분 늦게 왔다. 다음 날에 열린 200m 자유형에서 1분 55.82초와 함께 4위를 하였다. 그날 후에 열린 800m 자유형 계주에서 볼머, 샤논 브릴랜드, 슈미트와 함께 우승을 하였으며, 미국 팀은 미국 신기록 7분 42.92초와 함께 완료하였다. 100m 자유형 결승전에서는 53.64초와 함께 5위를 하였다가, 200m 배영에서는 2분 04.06초의 세계 기록을 세워 우승하였으며, 커스티 코번트리의 2분 04.81초 기록을 능가하였다. 그 종목을 우승한 프랭클린은 40년 전에 멀리사 벨로트 이래 미국인 선수로서 처음으로 그 종목을 우승하기로 알려졌다. 자신의 마지막 종목 400m 혼계영에서 소니, 볼머, 슈미트와 함께 3분 52.05초의 세계 기록을 세워 금메달을 획득하였다.
연말에 프랭클린은 스위밍 월드 잡지에 의하여 올해의 세계 수영 선수와 올해의 미국 수영 선수로 선정되었다. 또한 FINA 수상 월드 잡지에 의하여 올해의 최고 여성 수영 선수로 선정되기도 하였다.

### 2013년 세계 선수권 대회
2013년 미국 국내 선수권에서 프랭클린은 세계 선수권에 나가는 데 5개의 개인 종목을 합격하였다. 거기서 그녀는 100m와 200m 자유형과 배영 1위를 하고 50m 배영 2위를 하였다.
바르셀로나에서 열린 세계 수상 선수권 대회에서 프랭클린은 50m 배영에서 예선 탈락을 했어도 7개의 종목들 - 4개의 개인 종목들과 3개의 계영들에서 활약하였다. 이 대회에서 그녀는 6개의 금메달을 획득하여 단 하나의 세계 선수권에서 여성 선수로서 가장 많은 금메달을 획득한 신기록을 세웠다. 세계 선수권 역사상 6개의 금메달을 딴 첫 여성 선수 임에 불구하고, 2개의 세계 기록을 깬 활약과 4개의 금메달로 동료 선수 케이티 레더키에게 대회의 수영 선수 상을 잃고 말았다.
대회의 첫날에 열린 자신의 첫 종목 400m 자유형 계주에서 프랭클린은 53.51초와 선두로 이끌었다. 그녀는 오스트레일리아의 선두 주자 케이트 캠벨에 1초 이상 밀렸으나 동료 내털리 코글린과 섀넌 브릴랜드가 우세해지고 최종 주자 메건 로마노가 마지막 20m에서 오스트레일리아 팀을 따라 잡으면서 미국 팀이 우승을 차지하였다. 3분 32.31초의 결승전 시간은 미국 기록으로 3분 34.24초의 이전 기록을 깼다. 3번째 날에 열린 자신의 첫 개인 종목 100m 배영에서 프랭클린은 58.42초를 세워 오스트레일리아의 에밀리 지봄에 1초의 10분의 6을 앞서 금메달을 획득하였다. 200m 자유형에서 개인 베스트 1분 54.81초를 세워 2위로 들어온 페데리카 펠레그리니에 0.33초나 앞서 우승하였다. 800m 자유형 계주에서 레데키, 브릴랜드, 칼리 비스포와 팀을 이루어 우승한 프랭클린은 최종 주자로서 헤엄치고 1초 이상의 부족과 함께 뛰어들면서 1분 54.27초의 기록을 세워 오스트레일리아의 앨리샤 쿠츠를 추적할 수 있었고 미국 팀은 7분 45.15초와 함께 완료하였다. 6번째 날에 100m 자유형에 나갔으나 결승전에서 53.47초로 4위를 하여 메달 획득을 놓쳤다. 이틀 후에 그녀는 200m 배영 타이틀을 성공적으로 유지하였으며 2분 04.76초의 선수권 신기록을 세워 우승하였다. 자신의 마지막 종목 400m 혼계영에서 제시카 하디, 다나 볼머, 메건 로마노와 결합하여 3분 53.24초의 기록으로 금메달을 땄다. 프랭클린은 배영 주자로 헤엄치면서 58.39초를 기록하였다.

### 2015년 세계 선수권 대회
2015년 프랭클린은 러시아 카잔에서 열린 세계 수상 선수권 대회에 나갔다. 1년 전에 등의 부상으로 인하여 완벽하지 못한 신체 상태 임에 불구하고, 그녀는 100m-200m 배영, 100m-200m 자유형, 그리고 남성과 여성 수영 선수 둘다를 포함한 2개의 새로운 혼성 계주를 포함한 4개의 릴레이 종목들에 나갔다. 그녀는 400m 자유형 계주에서 동메달을 따고, 이전에 자신이 세계 타이틀을 우승한 종목 200m 자유형에서 또 다른 동메달을 땄다. 100m 배영 결승전에서는 5위를 하였다. 프랭클린은 여자 800m 자유형 계주에서 1위로 온 미국 팀의 일원으로서 선수권의 첫 금메달을 획득하였다. 그녀는 또한 200m 배영 은메달과 400m 혼성 자유형 계주에서 금메달을 따기도 하였다.

## 같이 보기
- 올림픽 다관왕 목록
- 올림픽 수영 여자 메달리스트 목록
- 수영 세계 기록 목록
- 수영 배영 200m 세계 기록 추이
- 수영 혼계영 400m 세계 기록 추이